# Lamorville
Lamorville – miejscowość i gmina we Francji, w regionie Grand Est, w departamencie Moza.
Według danych na rok 1990 gminę zamieszkiwały 274 osoby, a gęstość zaludnienia wynosiła 8 osób/km² (wśród 2335 gmin Lotaryngii Lamorville plasuje się na 775. miejscu pod względem liczby ludności, natomiast pod względem powierzchni na miejscu 38.).